# Rodolfo Rhiner
Rodolfo Emilio Rhiner (Villa Ángela, 1 de junio de 1933 - Formosa, 17 de julio de 2021) fue un escribano, docente y político argentino. Ejerció el cargo de gobernador de la Provincia de Formosa entre 1981 y 1983, durante el Proceso de Reorganización Nacional. Renunció en 1983, y fue sustituido por su ministro de Economía, Ezio José Massa. 
Fue designado gobernador el 29 de marzo de 1981 por el presidente (de facto) Roberto Eduardo Viola (con el acuerdo de la Junta Militar).
El 21 de julio de 1982, habiendo caducado su mandato, Reynaldo Bignone lo confirmó en el cargo.
El gobernador renunció a principios de 1983. Su renuncia fue aceptada por Bignone el 24 de febrero de 1983 por medio del Decreto N.º 461 (publicado el 1 de marzo de 1983).
En abril de 1994 es invitado al acto de inauguración de la Galería de los Intendentes, en compañía de su esposa, doña Alba Rosa Riego de Rhinner, y el entonces gobernador don Vicente Bienvenido Joga. Retirado del accionar político, continuó ejerciendo como escribano en su estudio ubicado en la ciudad de Formosa.

## Su gobierno
Asume en marzo de 1981, (con ideas de desarrollismo), en su mandato, encontró un cuadro provincial alarmante preocupante, con la producción algodonera estancada, la ruina y el endeudamiento de los productores y una producción ganadera limitada por la falta de infraestructura para una explotación de avanzada.
A esto se le sumaban los perjuicios ocasionados por las recurrentes inundaciones que soportaron las provincias del Litoral por esos años. Así, se gestionaron los recursos para aliviar la situación económico-financiera. de los productores. 
Durante su gestión se incorporaron nuevas tecnologías , ganaron dinamismo las cooperativas y comenzó la exportación de ganado. Además, las desmotadoras recibieron ayuda financiera, se sancionaron las deudas de los productores y se encaró una agresiva política de desarrollo del sector rural. 
Ante la renuncia de Rhiner, lo sucedió José Ezio Massa, su ministro de economía, encargado de conducir la transición hasta la restitución institucional.